# اچ‌ام‌اس کلانمل (۱۹۱۸)
اچ‌ام‌اس کلانمل (۱۹۱۸) (به انگلیسی: HMS Clonmel (1918)) یک کشتی از نوع مین روب بود که طول آن ۲۳۱ فوت (۷۰ متر) بود و متعلق به نیروی دریایی سلطنتی بریتانیا در جنگ جهانی اول بود. این کشتی در سال ۱۹۱۸ ساخته شده است.